# Tipula kamchatkana
Tipula kamchatkana är en tvåvingeart som beskrevs av Alexander 1934. Tipula kamchatkana ingår i släktet Tipula och familjen storharkrankar. Inga underarter finns listade i Catalogue of Life.